# Непростимо
«Непростимо» (ісп. Lo imperdonable) — мексиканський телесеріал 2015 року у жанрі драми та створений компанією Televisa. В головних ролях — Ана Бренда Контрерас, Іван Санчес, Гретель Вальдес, Серхіо Зендель, Хуан Феррара, Клаудія Рамірес. Перша серія вийшла в ефір 20 квітня 2015 р. Серіал має 1 сезон. Завершився 121-м епізодом, який вийшов у ефір 4 жовтня 2015 р. Продюсер серіалу — Сальвадор Мехія. Серіал є адаптацією поєднання мексиканських серіалів «Брехня», 1998 р. та Lo imperdonable, 1975 р.

## Сюжет
Мартін приїжджає у невелике та віддалене село під назвою Міна Ескрондіда, де його зведений брат, Деметріо, живе та працює на золотій копальні. Після прибуття Мартін виявляє, що Деметріо наклав на себе руки після того, як розчарувався в амбітній жінці, яка висміяла його. За допомогою жителів, Мартін зумів зібрати докази, які призвели до трагедії Деметріо.

## Актори та ролі
| Актор                 | Роль                          |
| --------------------- | ----------------------------- |
| Ана Бренда Контрерас  | Вероніка Прадо-Кастелло       |
| Іван Санчес           | Мартін Сан-Телмо Балестерос   |
| Гретель Вальдес       | Вірджинія Прадо-Кастело       |
| Серхіо Зендель        | Еміліан Прадо-Кастело Дурано  |
| Хуан Феррара          | Хорхе Прадо-Кастелло          |
| Клаудія Рамірес       | Магдалена Кастилла де Ботел   |
| Гільєрмо Капетільйо   | Отець Іван                    |
| Алісія Мачадо         | Клаудія Ордаз                 |
| Габі Мельядо          | Ана Перла                     |
| Себастьян Суріта      | Пабло Гідалго                 |
| Освальдо Де Леон      | Даніел Фернандес              |
| Сальвадор Санчес      | Кресценціо Альварес           |
| Паті Діас             | Раймунда Альварес             |
| Роберто Баллестерос   | Жоакін Арройо                 |
| Марсело Буке          | Акилес Ботел                  |
| Гільєрмо Гарсія Канту | Аарон Мартінес                |
| Габріела Голдсміт     | Монсератт Віванко             |
| Пабло Монтеро         | Деметріо Сільвейра Балестерос |
| Данна Гарсія          | Ребека Рохо Геввара           |
| Дієго Олівера         | Херонімо Дел Вілар            |

## Сезони
| Сезон | Епізоди | Епізоди | Оригінальний показ | Оригінальний показ | Оригінальний показ |
| Сезон | Епізоди | Епізоди | Перший показ       | Останній показ     | Мережа             |
| ----- | ------- | ------- | ------------------ | ------------------ | ------------------ |
| 1     | 121     | 121     | 20 квітня 2015     | 4 жовтня 2015      | Las Estrellas      |

## Аудиторія
| Країна трансляції | Сезон | Розклад     | Серії | Перший ефір       | Перший ефір | Останній ефір    | Останній ефір | Середній бал |
| Країна трансляції | Сезон | Розклад     | Серії | Дата              | Дата        | Дата             | Дата          | Середній бал |
| ----------------- | ----- | ----------- | ----- | ----------------- | ----------- | ---------------- | ------------- | ------------ |
| Мексика           | 1     | 21:30—22:15 | 121   | 20 квітня 2015 р. | 21,4        | 4 жовтня 2015 р. | 19,3          | 18,10        |

## Нагороди та номінації
| Рік  | Премія                  | Категорія                  | Номінант                   | Результат |
| ---- | ----------------------- | -------------------------- | -------------------------- | --------- |
| 2016 | Premios TvyNovelas 2016 | Найкраща акторка-злодійка  | Гретель Вальдес            | Номінація |
| 2016 | Premios TvyNovelas 2016 | Найкраща акторка-партнерка | Клаудія Рамірес            | Номінація |
| 2016 | Premios TvyNovelas 2016 | Найкращий актор-партнер    | Освальдо Де Леон           | Номінація |
| 2016 | Premios Juventud 2016   | Найкраща акторка           | Ана Бренда Контрерас       | Номінація |
| 2016 | Premios Juventud 2016   | Найкраща тематична пісня   | «Tu Respiración», Chayanne | Перемога  |

## Версії
| Рік  | Країна           | Українська назва          | Оригінальна назва   | Кількість | Кількість | В головних ролях                                   | Компанія                                                 | Канал                           |
| Рік  | Країна           | Українська назва          | Оригінальна назва   | сезонів   | серій     | В головних ролях                                   | Компанія                                                 | Канал                           |
| ---- | ---------------- | ------------------------- | ------------------- | --------- | --------- | -------------------------------------------------- | -------------------------------------------------------- | ------------------------------- |
| 1952 | Мексика          | Брехня                    | La mentira          | фільм     | фільм     | Марга Лопес, Джордж Мистрал                        | Compañía Cinematográfica Mexicana                        | -                               |
| 1965 | Мексика          | Брехня                    | La mentira          | 1         | 62        | Юлісса, Енріке Лісальде                            | Telesistema Mexicano S.A.                                | Canal 2                         |
| 1966 | Бразилія         | Наклеп                    | Calúnia             | 1         | 53        | Фернанда Монтенегру, Сержіу Кардозу                | TV Tupi                                                  | TV Tupi                         |
| 1970 | Мексика Бразилія | Брехня                    | La mentira          | фільм     | фільм     | Юлісса, Енріке Лісальде                            | C Producciones, Cinematográfica Filmex S.A., Magna Films | -                               |
| 1982 | Мексика          | Любов ніколи не помирає   | El amor nunca muere | 1         | 195       | Крістіан Бах, Франк Моро                           | Televisa                                                 | Las Estrellas                   |
| 1998 | Мексика          | Брехня                    | La mentira          | 1         | 100       | Кейт дель Кастільйо, Гай Екер                      | Televisa                                                 | Las Estrellas                   |
| 2008 | Мексика, США     | Клятва                    | El Juramento        | 1         | 104       | Наталія Стрейгнард, Освальдо Ріос                  | Telemundo                                                | Telemundo                       |
| 2010 | Мексика          | Коли я закоханий          | Cuando me enamoro   | 1         | 181       | Сільвія Наварро, Хуан Солер                        | Televisa                                                 | Las Estrellas                   |
| 2012 | Бразилія         | Поранені серця            | Corações Feridos    | 1         | 93        | Патрісія Баррос, Флавіо Толезані                   | Sistema Brasileiro de Televisão                          | Sistema Brasileiro de Televisão |
| 1975 | Мексика          | Непростимо                | Lo imperdonable     | 1         | 124       | Ампаро Рівельєс, Армандо Сільвестре, Рохеліо Герра | Televisa                                                 | Las Estrellas                   |
| 2000 | Мексика          | Я завжди буду любити тебе | Siempre te amaré    | 1         | 140       | Лаура Флорес, Фернандо Каррильо, Артуро Пеніче     | Televisa                                                 | Las Estrellas                   |